# Нахр-эль-Кебир-эш-Шамали
Нахр-эль-Кебир, также известная в Сирии как Нахр-эль-Кебир-эш-Шамали (араб. النهر الكبير الجنوبي‎ — «большая северная река») — река в Сирии, в мухафазе Латакия, впадает в Средиземное море. Река имеет длину 96 км, территория её бассейна составляет 1025 км². Исток находится у турецкой границы. Оттуда она течёт на юго-запад и впадает в море к югу от Латакии. Реку перекрывает плотина 16-го Тишрина, образующая водохранилище Машкита, выше по течению строится ещё одна плотина.
В древности являлась крупнейшей рекой Угарита и была известна как Рахбану.